# Hybridaspis producta
Hybridaspis producta är en insektsart som beskrevs av Green 1926. Hybridaspis producta ingår i släktet Hybridaspis och familjen pansarsköldlöss. Inga underarter finns listade i Catalogue of Life.